# Virgil Bratina
Virgil Bratina, slovenski prosvetni in kulturni delavec, *  14. september 1906, Stomaž, Ajdovščina, † (?).
Rodil se je v kmečki družini očetu Alojzu in materi Gizeli Bratina rojeni Bufolin. Ljudsko šolo je končal v rojstnem kraju, nato se je v Ljubljani izučil za urarja. Tu je sodeloval pri ljudskem odru in dramskem odseku. Bil je tudi član društva Orel. Ko je kot pomočnik delal pri urarji Marcu v Ajdovščini je bil podpredsednik odseka krajevne Katoliške prosvetne zveza (1924-1925). Delal je tudi v Postojni in nato leta 1932 v Pivki odprl lastno urarsko delavnico. Ker ga je tu fašistična oblast preganjala, se je leta 1936 preselil v italijanski Tržič kjer je kupil urarsko delavnico. Njegova največja zasluga je, da je 1952 kupil stavbo v kateri je potem nastal goriški Katoliški dom. Pomembno pri tem je to, da je bila stavba naprodaj za vse, razen za duhovnike in Slovence, po Bratinovi zaslugi pa je prišla prav v nasprotne roke, kot je želel prodajalec judovskega rodu.